# 布朗普顿圣三一堂
布朗普顿圣三一堂（Holy Trinity, Brompton）通常简称为，是英国伦敦的一个圣公会教堂。其堂区包括四个中心:布朗普顿路、昂斯洛广场（原昂斯洛广场圣保罗堂）、女王门（原南肯辛顿圣奥古斯丁堂）和科特菲尔德花园（原科特菲尔德花园圣犹大堂），并设有圣保罗神学中心（St Paul's Theological Centre），首先开发了启发课程（Alpha Course），是英国圣公会 最有影响力的教堂之一。
该教堂每个主日举行十次礼拜，总人数达到4,500人，启发课程每周也吸引几百个客人。

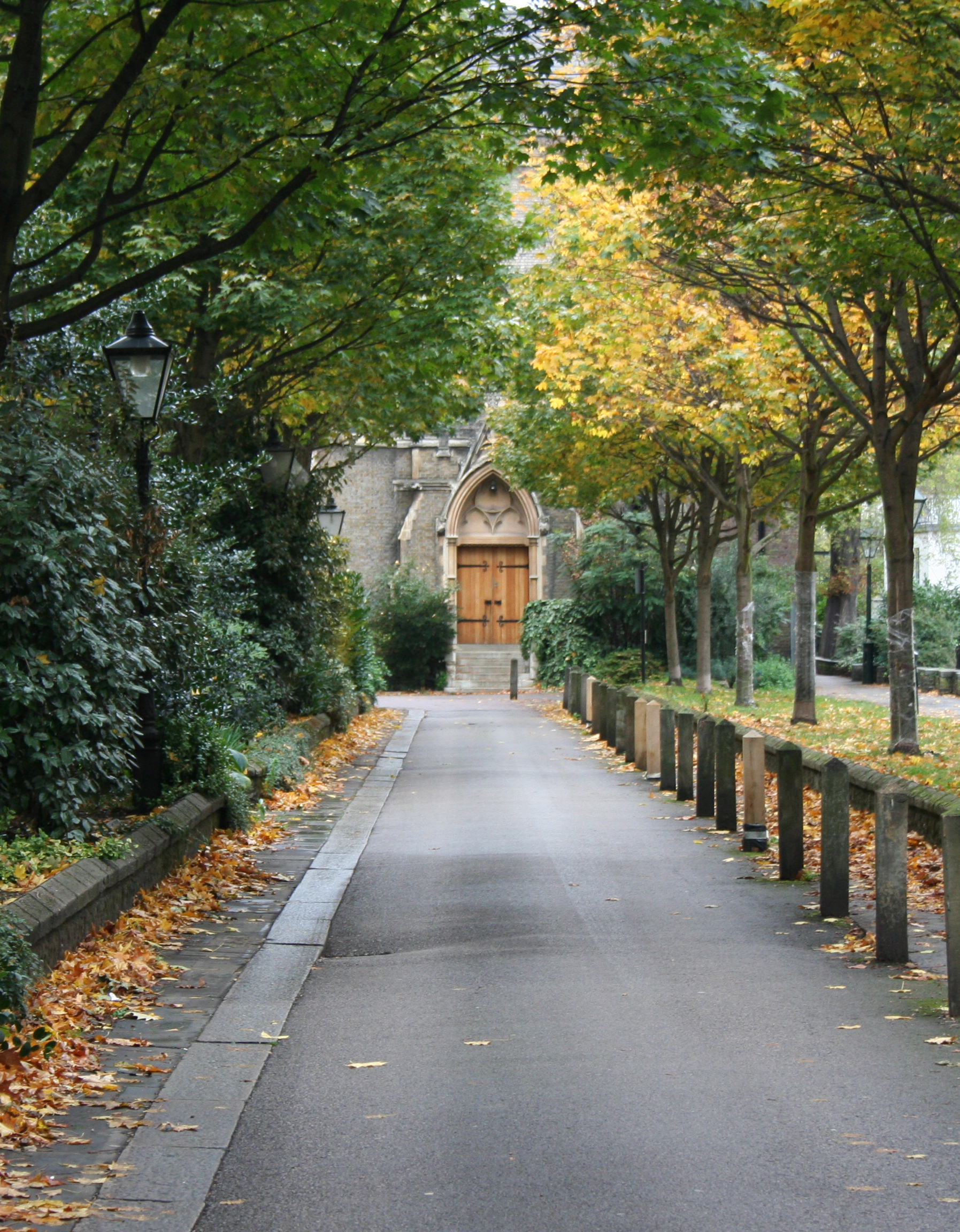
入口车道

三一堂是一个滑铁卢教堂，由国会拨款兴建，耗资10407 英镑。建筑师是托马斯·唐纳森。 三一堂是一座二级保护建筑。
建设工程历时三年，1829年6月6日由伦敦主教献堂。